# Bernardino de Laredo
Fray Bernardino de Laredo (Sevilla, 1482 - Convento de San Francisco del Monte, Villaverde del Río, 1540), médico y escritor ascético franciscano. 

## Biografía
De origen noble, estudió medicina y fue médico de Juan III de Portugal; ingresó en la orden franciscana y no quiso nunca ordenarse sacerdote; pero fue hombre culto y médico eminente, consagrado a la atención a los enfermos.

## Obra
Escribió dos obras de Medicina en castellano, aunque con títulos en latín: Metaphora medicinae (Sevilla 1522 y 1524) y Modus faciendi cum ordine medicandi (Sevilla 1527, 1534, 1542, 1627). Como ascético escribió Subida del Monte Sion por la vía contemplativa (Sevilla, 1535) en tres partes, un libro clave para entender la mística española; la primera trata de purificar los sentidos y de la introspección. La segunda, de los misterios de la vida de Cristo y de María. La tercera, de la vida contemplativa. Propone cinco grados de contemplación: lección, oración, meditación, contemplación y espiritualidad. La obra fue refundida y la tercera parte completamente cambiada en la edición de 1538 (reimpresa en Sevilla 1542, Valencia 1590, Alcalá 1617). Junto a ella se editó siempre el tratadito Josephina sobre San José, que influyó en santa Teresa, y dos opúsculos eucarísticos, uno en la edición de 1535 y otro en la de 1538.
Bernardino de Laredo influyó poderosamente en la Subida del Monte Carmelo de san Juan de la Cruz y en Santa Teresa de Jesús, quien extrajo de esta obra las imágenes simbólicas y alegóricas del castillo, de la mariposa, de la abeja etc. El concepto esencial de su libro es el de la contemplación quieta, un no pensar en nada para lograr la auténtica unión con Dios. Por ello este libro fue considerado culpable del movimiento de alumbrados que se desencadenó en Llerena y Jaén. Es notable el influjo de la Theologia mystica de Hendrik Herp o Enrique Harpio (1538) a través de dos conceptos: la Humanidad de Cristo como tema de contemplación y el rechazo de toda consolación al margen de Dios.
Poseyó una gran imaginación y un gran amor por la naturaleza que supo llevar a sus escritos, aunque le achacan los defectos de ser reiterativo, proclive a las digresiones y monótono al recurrir demasiado a las comparaciones bíblicas.
Falleció en 1540 en el desaparecido Convento de San Francisco del Monte, en Villaverde del Río, cerca de Sevilla.